# Andreas Böhlen (Musiker)
Andreas Böhlen (* 1983) ist ein deutscher Musiker (Blockflöte, Saxophon), der sowohl im Bereich der Klassischen Musik als auch im Jazz hervorgetreten ist.

## Leben und Wirken
Böhlen, der in Norddeutschland aufwuchs, erhielt zunächst Blockflötenunterricht bei Adele Weikelt. Seit 1991 studierte er bei Ulrike Petritzki an der Hochschule für Künste Bremen. 2001 wechselte er als Jungstudent an die Hochschule für Musik und Tanz Köln zu Günther Höller und Dorothee Oberlinger; in dieser Zeit gewann er mehrere Preise bei Jugend musiziert und (auf dem Saxophon) bei Jugend jazzt. Zwischen 2003 und 2007 studierte er am Konservatorium von Amsterdam bei Walter van Hauwe und Paul Leenhouts. Seinen Bachelor-Abschluss machte er mit Auszeichnung. Von 2003 bis 2007 studierte er Jazz-Saxophon am Amsterdamer Konservatorium bei Jasper Blom, Ferdinand Povel und Dick Oatts. Bis 2008 gehörte er zum Bujazzo.
Nach dem Studium der Musikwissenschaft in Bologna zwischen 2007 und 2008 zog Böhlen nach Basel, wo er einen Master-Abschluss in historischer Improvisation bei Rudolf Lutz an der Schola Cantorum Basiliensis mit Auszeichnung absolvierte. 2011 schloss er ein Master-Studium Jazz-Saxophon bei Domenic Landolf an der Musikakademie Basel ab.
Böhlen gründete 2003 mit Theatrum Affectuum eine erste Kammermusikgruppe im Bereich der Alten Musik, mit der er mehrere Alben veröffentlichte. In anderer Besetzung entstand die Satyr’s Band, die Kompositionen aus dem 17. Jahrhundert eigenen Werken gegenüberstellte, während er mit der Andreas Böhlen Band (Debütalbum 2012) und der die mikrotonale Musik erkundenden Gruppe Crank im Jazzbereich aktiv war. Im Trio Airborne (mit dem Schlagwerker Tobias Guttmann und der Geigerin Geeta Abad) interpretiert er Neue Musik und hat Werke von Peter Eötvös, Donald Bousted, S. S. Smith oder Wolfram Graf auf Tonträger veröffentlicht. Er ist auch auf Alben von Johannes Maikranz, Sarah Chaksad, Jonas Windscheid/Paintbox, seinem Bruder Sebastian Böhlen, dem Barockorchester Capriccio Basel und dem ensemble arcimboldo zu hören. Im Jahre 2020 veröffentlichte er die CD Recorder Sonatas Vol. 1 mit Werken von Giuseppe Sammartini beim Label Aeolus.
Böhlen unterrichtet Blockflöte an der Universität für Musik und darstellende Kunst Graz. Seit 2017 lehrt er das Hauptfach Blockflöte an der Zürcher Hochschule der Künste. Zudem kuratierte er das Festival Spiegelungen Alte Musik/Jazz im Basler Jazzclub bird’s eye.